# Jaman-Tunnel
Der Jaman-Tunnel (französisch tunnel de Jaman) ist ein 2424 Meter langer, einspuriger Schmalspur-Eisenbahntunnel in den Schweizer Westalpen. Der 1903 eröffnete Tunnel bildet das bedeutendste Bauwerk der Montreux-Berner Oberland-Bahn (MOB) (frz.: Chemin de fer Montreux-Oberland bernois), das insbesondere von touristischem Interesse ist.
Der Tunnel liegt in einer Geraden und befindet sich auf ca. 1100 Meter Höhe zwischen der Station Les Cases im Kanton Freiburg und Jor bei Les Avants im Kanton Waadt, auf dem Streckenabschnitt Montreux–Château-d’Oex. Der nahezu in West-Ost-Richtung verlaufende Tunnel unterquert den 1512 Meter hohen Alpenpass Col de Jaman an der europäischen Hauptwasserscheide zwischen Rhein und Rhone. Seine Umgebung ist von voralpinem Charakter.

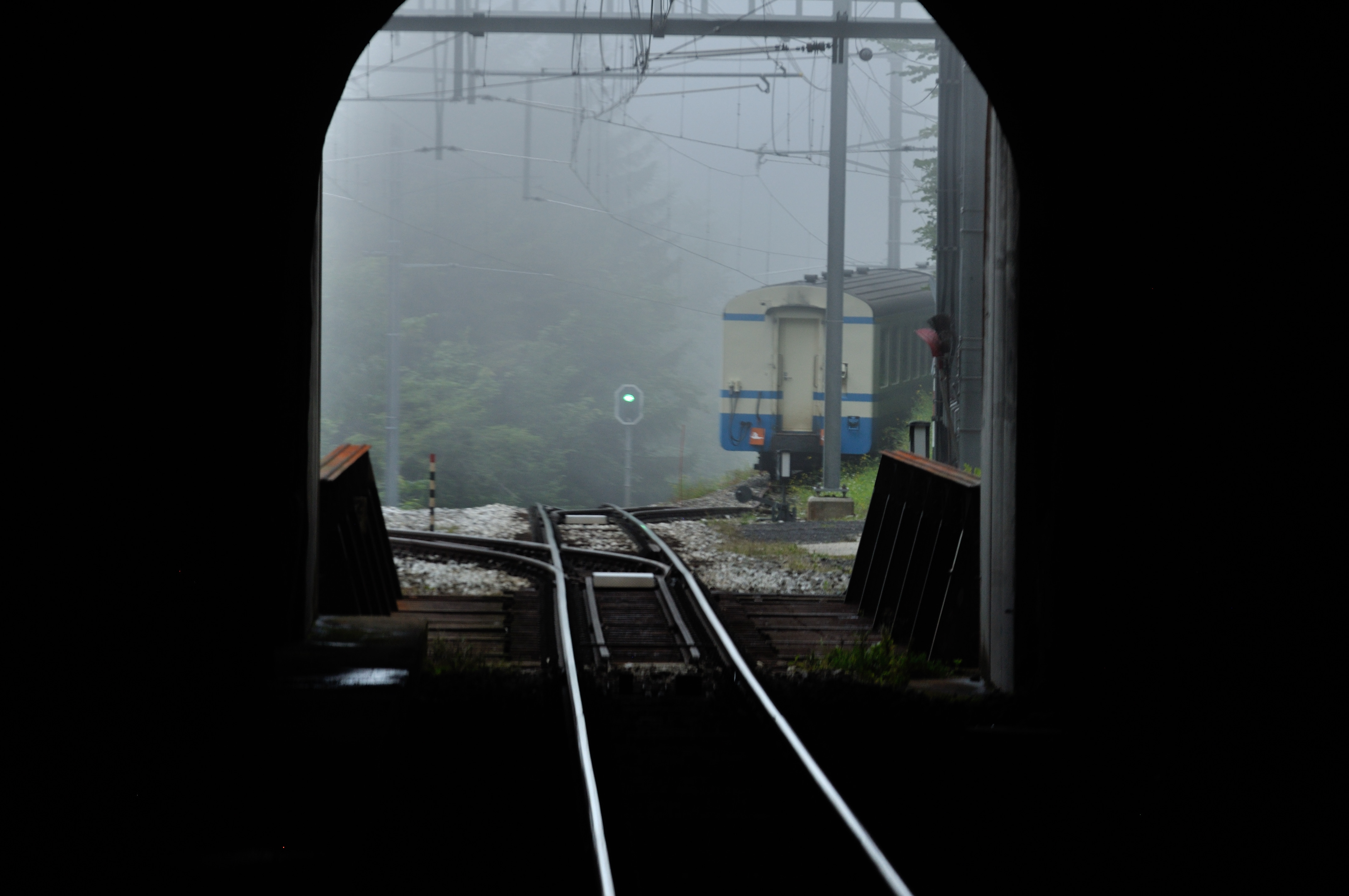
Blick aus dem Tunnel Richtung Haltestelle Jor
- Video am Westportal des Tunnels mit Zugdurchfahrt